# Egerián
Egerián (en árabe: إغوريان‎, en francés: Irhouriane) es una localidad marroquí perteneciente al municipio de Muley Hamed Cherif, en la región de Tánger-Tetuán-Alhucemas. Desde 1912 hasta 1956 perteneció a la zona norte del Protectorado español de Marruecos.